# Potere frenante
In fisica nucleare e dei materiali, il potere frenante è definito come la forza ritardante agente sulle particelle cariche, tipicamente le particelle alfa e beta, dovuta all'interazione con la materia, risultante nella perdita di energia della particella. La sua applicazione è importante nelle aree come la radioprotezione, impiantazione ionica e medicina nucleare.

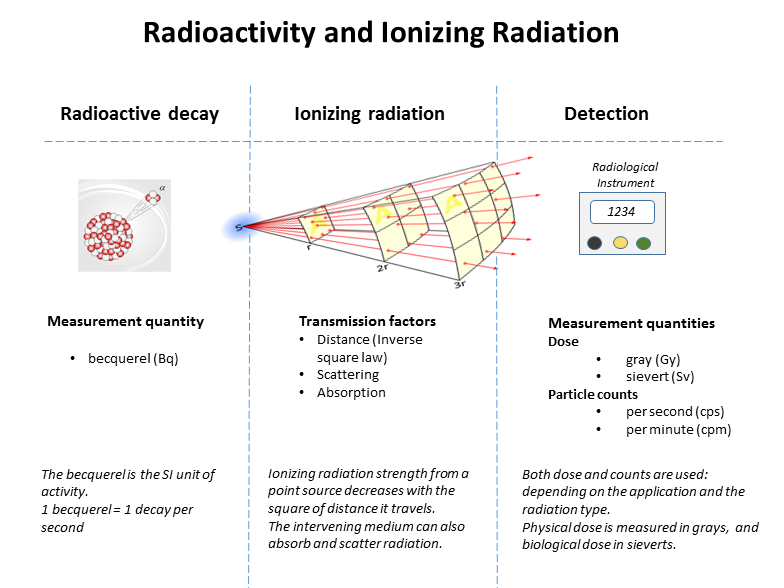
Grafico che mostra la relazione tra la radioattività e le radiazioni ionizzanti rivelate

## Definizione e curva di Bragg
Sia le particelle cariche sia quelle non cariche perdono energia quando attraversano la materia. Il potere frenante dipende dal tipo e dall'energia della radiazione, e dalle proprietà del materiale attraversato. Siccome la produzione di una coppia di ioni (di solito uno ione positivo e un elettrone (negativo)) richiede una quantità fissata di energia (ad esempio, 33,97 eV in aria secca), il numero di ionizzazioni per unità di percorso è proporzionale al potere frenante. Il potere frenante del materiale è numericamente uguale alla perdita di energia {\displaystyle E} per unità di lunghezza del percorso, {\displaystyle x}:
{\displaystyle S(E)=-{\frac {\mathrm {d} E}{\mathrm {d} x}}}
Il segno meno rende {\displaystyle S} positivo.

Curva di Bragg per particelle alfa di 5,49 MeV in aria

Di solito la forza aumenta verso la fine del range e raggiunge un massimo, il picco di Bragg, poco prima che l'energia vada a zero. La curva che descrive la forza come funzione della profondità del materiale è detta curva di Bragg, ed è di grande importanza pratica per la radioterapia.
L'equazione di cui sopra definisce il potere frenante lineare che viene espresso nel sistema internazionale in Newton (N) ma è spesso indicato in altre unità come MeV/mm o simili. Se viene fatto il paragone tra una sostanza nella forma gassosa e la stessa nella forma solida, i poteri frenanti lineari dei due stati sono molto diversi per la diversa densità. Allora si divide la forza per la densità del materiale per ottenere il potere frenante massico che viene espresso nel sistema internazionale in m4/s2 ma è spesso indicato in unità come MeV/(mg/cm2) o simili. Il potere frenante massico dipende molto poco dalla densità del materiale.
La figura mostra come il potere frenante di particelle alfa con energia 5,49 MeV aumenta quando la particella attraversa l'aria, fino a quando raggiunge il massimo. Questa particolare energia corrisponde a quella della radiazione di alfa proveniente dal radon (222Rn), gas naturalmente radioattivo presente in minima parte nell'aria.
Il range medio può essere calcolato integrando il reciproco del potere frenante sull'energia:
{\displaystyle \Delta x=\int _{0}^{E_{0}}{\frac {1}{S(E)}}\,\mathrm {d} E}
dove:
{\displaystyle E_{0}} è l'energia cinetica iniziale della particella
{\displaystyle \Delta x} è il range in approssimazione di continuo rallentamento (o CSDA, da "continuous slowing down approximation")
{\displaystyle S(E)} è il potere frenante lineare.
L'energia depositata può essere ottenuta integrando il potere frenante lungo l'intera lunghezza del percorso dello ione mentre si muove nel materiale.